# Мамалыга (станция)
Мамалыга — приграничная пассажирско-грузовая промежуточная станция III класса Ивано-Франковской дирекции Львовской железной дороги. Расположена на линии Черновцы-Северная — Ларга, между станциями Новоселица Львовской железной дороги (отстоит на 22,5 км) и Крива Железной дороги Молдовы (отстоит на 7,8 км).
Расположена в селе Мамалыга Черновицкой области.

## История
Станция была открыта 3 декабря 1893 года. Во времена СССР относилась к Одесско-Кишинёвской, с сентября 1979 года — к Молдавской железной дороге.
После распада СССР станция Мамалыга, несмотря на то, что находилась на территории Украины, до 30 ноября 1997 года административно относилась к Железной дороге Молдовы. С 1 декабря 1997 года — в составе Ивано-Франковской дирекции Львовской железной дороги.

## Пассажирское сообщение по станции
На станции действует пункт пропуска через государственную границу Украины «Мамалыга-Крива» на границе с Молдавией.
Для проезжающих транзитом пассажиров осуществляется пограничный контроль. Право пересечения границы имеют обладатели паспортов любых государств. Лицам, не являющимся гражданами Украины или Молдавии, в паспорт ставится штамп о въезде на территорию Украины или о выезде с неё.
На станции останавливаются только пригородные поезда, следующие от станции Черновцы до конечных станций Ларга и Сокиряны.

## Мамалыга —Ларга
При проезде между двумя украинскими станциями — Мамалыгой и Ларгой, расстояние между которыми всего 45 километров — поездам приходится четыре (!) раза пересекать государственную границу Украины с Молдавией. Время остановок на пограничных станциях Мамалыга, Крива, Липканы, Медвежа и Ларга в сумме занимает больше часа.
Чтобы избежать пограничных проблем, необходимо построить железнодорожный обход территории Молдавии, длина которого составит 37 километров. Разговоры об этом ведутся почти два десятка лет, ещё в 2002 году Верховной радой Украины был принят Закон Украины № 3022-III от 07.02.2002 «О Комплексной программе утверждения Украины как транзитного государства в 2002—2010 годах». Однако вопрос до сих пор остается открытым.